# Hervé Ier de Léon (vicomte de Léon)
Pour les articles homonymes, voir Hervé de Léon.
Hervé Ier de Léon (mort après le 3 mars 1128) fut vicomte de Léon au début du XIIe siècle.

## Biographie
Fils de Guyomarch II de Léon et père de Guyomarch III de Léon, tous deux, comme lui, vicomtes de Léon
« Hervé fils de Guyomarch de Léon » aurait participé à la Première croisade entre 1096 et 1101 avec le duc Alain IV Fergent.
Hervé Ier fait preuve de générosité envers l'Église : il est le fondateur du prieuré Saint-Martin de Morlaix le 3 mars 1128 dont la charte de fondation a été conservée. Son fils et futur successeur Guyomarch appose sa signature à côté de la sienne sur l'acte de fondation du prieuré de Saint-Martin.